# (I Can't Get No) Satisfaction
(I Can't Get No) Satisfaction è un brano musicale dei Rolling Stones pubblicato nel 1965 come singolo.
Scritto da Mick Jagger e Keith Richards e prodotto da Andrew Loog Oldham, è collocato nella seconda posizione della "Lista delle 500 migliori canzoni" della rivista Rolling Stone, mentre VH1 l'ha posizionata al primo posto delle "100 più grandi canzoni Rock & Roll". Nel 2006 è stata aggiunta dalla Biblioteca del Congresso nel National Recording Registry.

## Descrizione
Il brano è stato pubblicato come singolo per la prima volta negli Stati Uniti nel maggio 1965 e inclusa poi nell'album Out of Our Heads, pubblicato nel luglio dello stesso anno. Il singolo condusse il gruppo per la prima volta in vetta alla Billboard Hot 100 per quattro settimane, alla Official Singles Chart per due settimane, in Norvegia per cinque settimane, nei Paesi Bassi per otto settimane, in Austria per due settimane ed in Germania per sei settimane. In Europa la canzone fu inizialmente trasmessa solo da alcune emittenti pirata, perché quelle ufficiali ritenevano il testo del brano troppo sessualmente esplicito. Uscì solo come singolo ad agosto e non venne inserita nell'edizione inglese dell'album Out of Our Heads in quanto all'epoca non era consuetudine inserire negli album brani già pubblicati come singolo.
Il testo del brano è un inno all'insoddisfazione giovanile e si dichiara apertamente contro il consumismo, cosa che fece percepire la canzone come un attacco allo status quo sociale dell'epoca.

### Composizione e registrazione

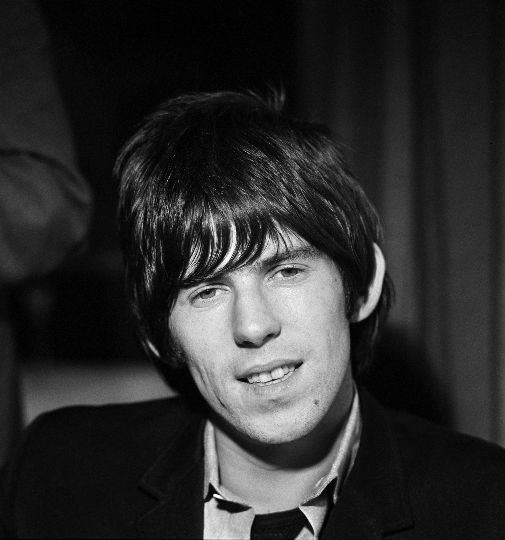
Keith Richards nel 1965, autore del riff chitarristico di Satisfaction. Il riff gli era venuto in mente in un risveglio mattutino precoce. Keith accese un registratore portatile e lo incise su nastro prima di riaddormentarsi.

Keith Richards registrò la versione grezza del celebre riff di chitarra di Satisfaction in una stanza di hotel. Il riff gli era venuto in mente al risveglio di mattina presto. Il chitarrista accese un registratore portatile e lo incise su nastro prima di riaddormentarsi. Svegliatosi di nuovo, riascoltò il nastro e notò come ci fossero circa due minuti di chitarra acustica seguiti poi dal rumore del suo russare per i successivi quaranta minuti prima della fine del nastro.
Per il titolo Richards si ispirò al verso "If I can't get no satisfaction from judge", tratto dalla canzone di Chuck Berry Thirty Days (To Come Back Home).
I Rolling Stones registrarono il brano il 10 maggio 1965 ai Chess Studios di Chicago, in una versione con Brian Jones all'armonica. Il gruppo registrò nuovamente in seguito la traccia due giorni dopo agli RCA Studios di Hollywood, con un ritmo differente e con un effetto distorsione sul riff di chitarra principale ottenuto per mezzo di un fuzzbox. Richards avrebbe voluto reincidere ancora la traccia con una sezione fiati a ripetere il riff principale poiché aveva immaginato la canzone come un pezzo alla Otis Redding, ma gli altri membri del gruppo e il manager Andrew Loog Oldham insistettero per mantenere l'ultima versione che, inoltre, venne scelta come nuovo singolo della band, nonostante il parere contrario di Richards.

## Singolo
Fu il settimo singolo pubblicato nel Regno Unito e l'ottavo negli USA.

### Edizione USA
Lato A
1. (I Can't Get No) Satisfaction – 3:45 (Jagger, Richard)

Lato B
1. The Under Assistant West Coast Promotion Man – 3:10 (Nanker Phelge)

### Edizione UK
Lato A
1. (I Can't Get No) Satisfaction – 3:45 (Jagger, Richard)

Lato B
1. The Spider and the Fly – 3:30 (Nanker Phelge)

## Formazione
- Mick Jagger – voce
- Keith Richards – chitarra solista, cori
- Brian Jones – chitarra acustica
- Bill Wyman – basso
- Charlie Watts – batteria

### Altri musicisti
- Jack Nitzsche – percussioni, pianoforte

## Cover
- Otis Redding
- The Residents
- Devo
- Britney Spears
- Gloria Trevi
- Tritons
- Alejandra Guzmán
- Vanilla Ice
- Cat Power
- Mat 65
- I Ragazzi del Sole (album I Ragazzi del Sole)

### Cover dei Residents
Nel 1976 il gruppo rock d'avanguardia The Residents pubblicò una cover fortemente destrutturata di Satisfaction con un testo riscritto per l'occasione e un assolo di chitarra da parte del collaboratore del gruppo Snakefinger. Il singolo, nonostante la quasi totale irriconoscibilità del motivo originario, fu il maggiore successo dei The Residents fino a quel momento, e successivamente venne incluso nella ristampa in CD del 1988 dell'album The Third Reich 'n Roll.

### Cover dei Devo
Il gruppo new wave statunitense dei Devo pubblicò una versione stravolta di (I Can't Get No) Satisfaction come singolo nel 1977. A causa delle pesanti modifiche che i Devo avevano fatto al brano, i membri del gruppo si incontrarono con Mick Jagger e i suoi avvocati in modo da raggiungere un accordo e il benestare degli Stones alla pubblicazione della cover. Durante il colloquio, Jagger disse che gli piaceva molto la versione dei Devo di Satisfaction, e così l'accordo fu raggiunto.

## Nella cultura di massa
- Il brano compare nel gioco Rayman Raving Rabbids 2 come brano suonabile.
- La canzone è presente nel film Apocalypse Now.
- La canzone in versione originale è usata da tempo come sigla della rubrica del TG2 Eat Parade.
- La popstar statunitense Britney Spears ha realizzato una cover del brano per il suo secondo album in studio, Oops!... I Did It Again, nel 2000. Ha cantato la canzone agli MTV Video Music Awards 2000 in un medley con Oops!... I Did It Again.
- Il ritornello è cantato con note e accordi originali nel singolo Rockollection (1977) di Laurent Voulzy e anche nella versione estesa della stessa canzone.
- Il titolo della canzone è citato nel brano Funky Cold Medina di Tone Loc ("Cold coolin at a bar, and I'm lookin for some action / But like Mick Jagger said, I can't get no satisfaction").
- Il brano fa parte anche della colonna sonora del film Codice Magnum, e compare in sottofondo nella scena dove il protagonista interpretato da Arnold Schwarzenegger irrompe armato di tutto punto a bordo di una decapottabile in una cava gestita dalla mafia.
- Nel 1994 ne è stata eseguita una cover da Pamela Petrarolo all'interno del programma televisivo Non è la Rai successivamente inserita nel suo album di debutto Io non vivo senza te.